# Woliczno
Woliczno (niem. Golz) – wieś w Polsce położona w województwie zachodniopomorskim, w powiecie drawskim, w gminie Drawsko Pomorskie. W latach 1975–1998 miejscowość należała administracyjnie do województwa koszalińskiego. W roku 2007 miejscowość liczyła 147 mieszkańców. Miejscowość wchodzi w skład sołectwa Mielenko Drawskie.

## Nazwa
15 marca 1947 r. ustalono urzędową polską nazwę miejscowości – Woliczno, określając drugi przypadek jako Woliczna, a przymiotnik – woliczeński.

## Geografia
Miejscowość leży ok. 3 km na zachód od Mielenka Drawskiego, przy drodze krajowej numer 20 Stargard – Gdynia, ok. 1 km na północ od jeziora Czaple, przy byłej wąskotorowej linii kolejowej Stara Dąbrowa – Drawsko Pomorskie.

## Zabytki
Do wojewódzkiego rejestru zabytków wpisane są:
- park pałacowy z aleją dojazdową z początku XIX wieku, pozostałość po pałacu,  nr rej. 1 111 z dnia 15 września 1980 r.
  - cmentarz rodowy.

inne obiekty:
- Kościół filialny z XIX wieku, szachulcowy pw. Imienia Maryi, rzymskokatolicki należący do parafii pw. Zmartwychwstania Pańskiego w Drawsku Pomorskim, dekanatu Drawsko Pomorskie, diecezji koszalińsko-kołobrzeskiej, metropolii szczecińsko-kamieńskiej.